# Filamentacja

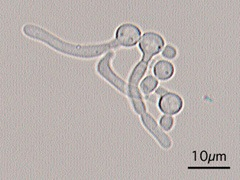
C. albicans podczas testu filamentacji

Filamentacja, kiełkowanie – proces transformacji morfologicznej u niektórych grzybów, polegający na przechodzeniu z formy drożdżakowatej (blastospora) przez strzępkę kiełkową (ang. germ tubes) z charakterystycznymi wypustkami nitkowatymi do nitkowatej pseudostrzępki (pseudohypha, pseudomycelium).

## Test filamentacji
Test filamentacji (TF), zwany też testem kiełkowania, jest testem wykrywającym Candida albicans. Polega on na hodowli grzyba w surowicy krwi (króliczej lub ludzkiej). Po około dobie w 37 °C, w przypadku C. albicans obserwuje się pod mikroskopem (wystarczy powiększenie 40x) charakterystyczne kiełki. Test zdarza się także dodatni dla Candida tropicalis.

## Filamentacja u bakterii
Niektóre bakterie w pewnych warunkach tworzą nici. Ten proces również nazywany jest filamentacją. Nici (trychomy) są podstawową formą wielu sinic. Pod pewnymi względami filamentacja bakterii i grzybów jest procesem odwrotnym do konidiacji, w której forma niciowata ulega rozpadowi.